# Pulán (distrito)
Pulán é um distrito do Peru, departamento de Cajamarca, localizada na província de Santa Cruz.

## Transporte
O distrito de Pulan não é servido pelo sistema de estradas terrestres do Peru.